# Blanco (cantor italiano)
Riccardo Fabbriconi (Brescia, Lombardia, 10 de fevereiro de 2003), conhecido profissionalmente como Blanco (comumente estilizado como BLANCO), é um cantor e rapper italiano. Em 2022, ganhou o Festival de Sanremo ao lado de Mahmood com a música "Brividi", o que fez a dupla representar a Itália no Festival Eurovisão da Canção 2022 em Turim.

## Discografia

### Álbuns
- Blu celeste (2021)
- Innamorato (2023)

### Singles
- "Belladonna (Adieu)" (2020)
- "Notti In Bianco" (2020)
- "Ladro Di Fiori" (2020)
- "LA CANZONE NOSTRA" (com Mace e Salmo) (2021)
- "Paraocchi" (2021)
- "MI FAI IMPAZZIRE" (com Sfera Ebbasta) (2021)
- "Blu Celeste" (2021)
- "Finché Non Mi Seppelliscono" (2021)
- "Brividi" (com Mahmood) (2022)
- "Nostalgia" (2022)
- "L'lsola Delle Rose" (2023)
- "Un Briciolo Di Allegria" (com Mina) (2023)
- "Innamorato" (2023)
- "Bruciasse ll Cielo" (2023)
- "Adrenalina" (com Baby Gang e Marracash) (2024)
- "Desnuda" (2024)